# Eric Koston
Eric Koston, född 29 april 1975 i Bangkok i Thailand, är en amerikansk professionell skateboardåkare.
Tricket K-grind (K för Koston) har inte Eric Koston uppfunnit, men han har fått det uppkallat efter sig. Trickets ursprungliga namn är Crooked Grind. Däremot är tricket eller combon "The Fandangle" uppfunnen av Koston. Familjen flyttade från Thailand nio månader efter att han föddes till San Bernardino i Kalifornien. Han äger skateboardklädföretaget Four Star Clothing och några av hans sponsorer är Girl och Nike SB. Han blev professionell skateboardåkare 1991.
Eric Koston har varit med i skateboardfilmer som: 
- 101 "Falling Down"
- Girl Skateboards "Goldfish"
- Girl Skateboards "Mouse"
- Girl Skateboards "Yeah Right"
- éS "Menikmati"
- Lakai "Fully Flared"